# Cao Xinlong
Cao Xinlong (chinesisch 曹新龙, Pinyin Cáo Xīnlóng; * 16. August 1981) ist ein chinesischer Snookerspieler. 

## Karriere
Cao Xinlong durfte erstmals 2005 bei den China Open mit einer Wildcard an einem professionellen Snookerturnier teilnehmen. Er unterlag Allister Carter. Eine Reihe weitere Wildcards bei chinesischen Turnieren konnte er auch nicht nutzen, bei den China Open 2009 profitierte er jedoch vom Rückzug von John Parrott und zog kampflos in das Hauptfeld mit 32 Spielern ein.
Als 2012 die für Amateure offene Players Tour Championship (PTC) auf Asien ausgedehnt wurde, nahm Cao auch an den drei in China stattfindenden Turnieren teil. Nachdem er schon bei den ersten beiden Events unter die letzten 32 gekommen war, besiegte er beim dritten Turnier in Zhengzhou mit seinem Landsmann Ding Junhui und dem Waliser Dominic Dale zwei hoch eingestufte Profispieler und schied erst im Achtelfinale aus. In der Asien-Rangliste der PTC-Serie 2012/13 war er der viertbeste Amateur und bekam dadurch die Startberechtigung auf der Snooker Main Tour als Profi für die folgenden beiden Spielzeiten.
In seinem ersten Jahr blieben die Erfolge außer bei den PTC-Turnieren aus. Nur beim German Masters 2014 konnte er sich für das Hauptturnier qualifizieren, wegen Problemen mit seinem Visum konnte er dann aber in Deutschland nicht antreten. Zum Saisonende gelang ihm noch ein Erstrundensieg bei der WM-Qualifikation gegen Jamie O’Neill, was ihn auf Platz 115 der Weltrangliste brachte. In der nächsten Saison rückte Cao nach Event 1 der Asientour, bei dem er wieder unter die letzten 32 kam, und nach Bereinigung der Weltrangliste zu Saisonbeginn auf Platz 92 vor. Nachdem er sich aber für keines der ersten vier Weltranglistenturniere in China und Australien qualifizieren konnte, fiel er in der Rangliste wieder zurück.